# Sihejuan
Sihejuan (kitajsko: 四合院 [sɹ̩̂.xɤ̌.ɥɛ̂n]) je tradicionalni kitajski arhitekturni slog, za katerega je značilno dvorišče, ki ga na vseh štirih straneh obdajajo stavbe. Ta zasnova je bila razširjena po vsej Kitajski, zlasti v Pekingu in na podeželju Šanši. Zgodovinsko gledano je sihejuan služil kot temeljna postavitev za različne strukture, vključno z rezidencami, palačami, templji, samostani, družinskimi podjetji in vladnimi uradi.
V antičnih časih je prostoren sihejuan zasedala ena sama, običajno velika in razširjena družina, kar je pomenilo bogastvo in blaginjo. Danes se preostali sihejuani pogosto še vedno uporabljajo kot razdeljeni stanovanjski kompleksi, čeprav mnogi nimajo sodobnih udobij.

## Imena
Sihejuan je dvorišče, obdano s stavbami na vseh štirih straneh.

## Zgodovina
Sihejuan sega že v obdobje Zahodnega Džova in ima več kot 2000 let dolgo zgodovino. Kažejo izjemne in temeljne značilnosti kitajske arhitekture. Obstajajo po vsej Kitajski in so predloga za večino kitajskih arhitekturnih slogov. Sihejuan služi tudi kot kulturni simbol Pekinga in okno v njegove stare načine življenja.
Sodobni porast prebivalstva v Pekingu je stanovanjsko gradnjo naredil za enega največjih izzivov mesta. Sihejuani se danes običajno uporabljajo kot stanovanjski kompleksi, ki gostijo več družin, dvorišča pa se razvijajo za zagotavljanje dodatnega bivalnega prostora. Bivalni pogoji v mnogih sihejuanih so precej slabi, le redki imajo zasebna stranišča. V 1990-ih je v Pekingu zaradi hitrega gospodarskega razvoja potekalo sistematično rušenje starih mestnih stavb. Številni sihejuani se rušijo, da bi rešili problem prenaseljenosti, in so jih nadomestili sodobni stanovanjski bloki.
- Pekinško okrožje Šičeng z zvonikoma in bobnoma Gulou in Džonglou, pogled od daleč; to območje je znano po koncentraciji zgodovinskih sihejuanov (hiš z dvoriščem).
- Pogled na del soseske sihejuan v Pekingu
- Spomenik Mao Dun
- Vrata v sihejuan; slog vrat kaže, da pripadajo mestni družini nižjega srednjega razreda
- Spomenik Lao She
- Hotel v tradicionalnem slogu v Pekingu. Nekatere zgodovinske pekinške sihejuane so kupile in obnovile hotelske verige in zdaj delujejo kot hoteli.[4]
- Sihejuani, ki pripadajo bogatim, imajo običajno dovršena vrata
- Primer luksuznega sihejuana
- Velika vhodna vrata dvorca princa Čuna
- Nekdanje prebivališče Soong Čing-linga

## Sedanjost
Po podatkih Pekinške občinske uprave za kulturno dediščino je na območjih kulturnega in zgodovinskega varstva ohranjenih več kot 500 zgodovinskih dvorišč kot pomembnih kulturnih spomenikov. Mnogi od teh so javni muzeji, med ohranjenimi zgodovinskimi sihejuani pa so spomenik Lu Šun, spomenik Guo Moruo, spomenik Mao Dun, spomenik Mei Lanfang, spomenik Lao Še in mnogi drugi. Študija Programa Združenih narodov za človekova naselja iz leta 2008 ocenjuje, da je v Pekingu še vedno približno 400.000 stanovanjskih dvorišč. Tudi trg sihejuanov je v zadnjih letih v razcvetu. Poročilo iz leta 2005 ugotavlja, da je na trgu običajno približno 7000 do 9000 stanovanjskih sihejuanov, mnogi pa so običajno naprodaj po ceni od 7000 do 10.000 juanov na kvadratni meter. Vendar se cene razlikujejo glede na območje in trg. Za stanovanjske sihejuane v okrožjih Dongčeng in Šičeng so se leta 2009 cene lahko povzpele do 40.000 juanov na kvadratni meter. Za sihejuane v bližini območij Houhai in Šičahai se lahko cene povzpele med 100.000 in 150.000 juanov na kvadratni meter. 2000 kvadratnih metrov velik sihejuan v bližini območja Šičahai je bil leta 2005 prodan za 40 milijonov juanov (6 milijonov dolarjev).

## Razporeditev pekinškega siheyuana
Štiri stavbe sihejuana so običajno postavljene vzdolž osi sever-jug in vzhod-zahod. Stavba, ki je postavljena proti severu in je obrnjena proti jugu, velja za glavno hišo (正房, zhèngfáng). Stavbe, ki mejijo na glavno hišo in so obrnjene proti vzhodu in zahodu, se imenujejo stranske hiše (廂房, xiāngfáng). Severno, vzhodno in zahodno stavbo povezujejo lepo okrašene poti (抄手游廊, chāoshǒu yóuláng). Ti prehodi služijo kot zavetje pred soncem čez dan in zagotavljajo hladen prostor za uživanje v razgledu na dvorišče ponoči. Stavba, ki je obrnjena proti severu, je znana kot nasprotna hiša (倒座房, dàozuòfáng). Za glavno hišo je bila pogosto ločena zadnja stavba (后罩房, hòuzhàofáng), edino mesto, kjer je dovoljena gradnja dvonadstropne stavbe za tradicionalni sihejuan.
Vhodna vrata, običajno pobarvana z rdečo barvo in z bakrenimi trkalkami, so običajno na jugovzhodnem vogalu. Običajno je znotraj vrat zaščitna stena (影壁, yǐngbì) za zasebnost. Vraževerje pravi, da hišo varuje tudi pred zlimi duhovi. Pred vrati je pogosto postavljen par kamnitih levov. Nekateri veliki kompleksi sihejuan so imeli dve ali več plasti dvorišč in celo zasebne vrtove. To je bil v antičnih časih znak bogastva in statusa.
Dvoriščna stanovanja so bila zgrajena v skladu s tradicionalnimi koncepti petih elementov, za katere naj bi sestavljali vesolje, in osmimi diagrami vedeževanja. Vrata so bila narejena na jugovzhodnem vogalu, ki je bil »vetrni« vogal, glavna hiša pa je bila zgrajena na severni strani, za katero so verjeli, da pripada »vodi«, elementu, ki preprečuje ogenj.
Postavitev preprostega dvorišča predstavlja tradicionalno kitajsko moralo in konfucijansko etiko. V Pekingu štiri stavbe na enem dvorišču prejemajo različno količino sončne svetlobe. Severna glavna stavba prejema največ in tako služi kot dnevna soba in spalnica lastnika ali glave družine. Vzhodna in zahodna stranska stavba prejemata manj in služita kot sobe za otroke ali manj pomembne člane družine. Južna stavba prejema najmanj sončne svetlobe (je najbolj v senci zidov sihejuana) in običajno služi kot sprejemnica in bivališče za služabnike oziroma kot kraj, kjer se je družina zbirala, da bi se sprostila, jedla ali učila. Zadnja stavba je namenjena neporočenim hčeram in služabnicam: ker neporočenim dekletom ni bila dovoljena neposredna izpostavljenost javnosti, so zasedale najbolj osamljeno stavbo v sihejuanu.
V starodavni Kitajski je veljal bolj podroben in bolj stratificiran konfucijanski red. Glavna hiša na severu je bila dodeljena najstarejšemu članu družine, tj. glavi družine, običajno starim staršem. Če je imela glavna hiša dovolj sob, je osrednja soba služila kot svetišče za čaščenje prednikov. Ko je imel glava družine konkubine, je žena živela v sobi na vzhodnem koncu glavne hiše, medtem ko so konkubine živele v sobi na zahodnem koncu glavne hiše. Najstarejši sin družine in njegova žena sta živela v vzhodni stranski hiši, mlajši sin in njegova žena pa v zahodni stranski hiši. Če je bil vnuk odrasel, je živel v nasprotni hiši na jugu. Neporočene hčere so vedno živele v zadnji stavbi za glavno hišo.
Ko se pogreb odvija v sihejuanu, je lokacija krste odvisna od statusa pokojnika, vendar so vse krste usmerjene tako, da glava pokojnika kaže proti jugu, noge pa proti severu. Če je bil pokojnik glava gospodinjstva ali njegova žena, je bila krsta na sredinski črti v glavni hiši. Če je bil pokojnik konkubina glave gospodinjstva, je njena krsta ostala v glavni hiši, vendar ne sme biti na sredini. Če je bil pokojnik mlajši moški, je bila njegova krsta postavljena na sredinsko črto dvorišča. Če je bila pokojnica mlajša ženska, je bila njena krsta postavljena na dvorišče, vendar ne sme biti na sredinski črti.
Čeprav je bil sihejuan že od antike praktično trdna, inženirsko zasnovana struktura. Severozahodni zidovi so običajno višji od drugih zidov, da zaščitijo notranje stavbe pred ostrimi vetrovi, ki pozimi pihajo po severni Kitajski. Napušči se ukrivijo navzdol, tako da deževnica teče vzdolž krivulje in ne pada naravnost navzdol. Streha je rebrasta, da poleti zagotavlja senco, pozimi pa ohranja toploto.
Sihejuan ponuja prostor, udobje, tišino in zasebnost. Zidovi sihejuana zagotavljajo varnost in zaščito pred prahom in nevihtami. Z rastlinami, skalami in rožami je dvorišče tudi vrt in deluje kot dnevna soba na prostem. Veranda deli dvorišče na več velikih in majhnih prostorov, ki niso zelo oddaljeni drug od drugega. Družinski člani so se tukaj pogovarjali med seboj in ustvarjali prisrčno vzdušje.

## Sihejuanna drugih območjih
V Gansuju, Činghaju in drugih severozahodnih regijah, kjer so peščene nevihte zelo močne, so dvoriščni zidovi običajno višji. Tudi oblike sihejuanov so spremenjene: na severozahodu Kitajske je razpon sihejuanov od severa do juga običajno veliko daljši od razpona od vzhoda do zahoda, medtem ko je v drugih provincah, kot je Sečuan, ravno nasprotno. Na jugu Kitajske so hiše zgrajene z več nadstropji. Na severovzhodu je zemlje v izobilju, vendar je vreme hladno, zato so dvorišča zgrajena široka in velika, da se poveča izpostavljenost sončni svetlobi, znotraj zidov pa je več odprtih površin.

## Neosihejuanskislog
Pred kratkim je bila v velikih načrtovanih stanovanjskih skupnostih na Kitajskem razvita sodobna različica sihejuanov kot vila. Ti novi sihejuani so v novih stanovanjskih območjih Pekinga. V zgodovinskem središču Pekinga so od leta 2005 zgrajene sodobne hiše sihejuan, ki uporabljajo koncept dvorišča in domnevno številne značilnosti tradicionalne pekinške hiše, vendar z uporabo sodobnih tehnik in betonskih blokov z "umetno" opečno oblogo namesto tradicionalnih skrbno položenih širokih sivih kitajskih opek; okenski okvirji in tramovi s plastično prevleko namesto tradicionalnih lesenih, prevlečenih z naravnim lesnim lakom.